# Brüeler Bach
Der Brüeler Bach ist ein System kleinerer Zuflüsse nördlich der Warnow.

## Beschreibung
Der bedeutendste Zufluss ist der Teppnitzbach, der im Neuklostersee entspringt. Er fließt über den Großen Wariner See in den Glammsee. Der Bach heißt ab dem Großen Wariner See Mühlengraben und ab Glammsee Tönnisbach. Dieser fließt über den Tempziner See zwischen den Dörfern Tempzin und Zahrensdorf Richtung Brüel. Bei Zahrensdorf mündet der Tönnisbach in den Mühlenbach genannten Abfluss des Neuhofer Sees. Der Mühlenbach entspringt bei Rubow nahe dem Schweriner See. Hinter Brüel mündet noch der Radebach, der den Groß Labenzer See entwässert, in den Brüeler Bach, bevor dieser bei Weitendorf in die Warnow fließt. Das gesamte Einzugsgebiet des Brüeler Baches liegt bei 307 km². Größere Ortschaften am Brüeler Bach sind Warin und Brüel.